# Первомайка (Цілинний округ)
Первома́йка (рос. Первомайка) — присілок у складі Цілинного округу Курганської області, Росія.
Населення — 85 осіб (2010, 87 у 2002).
Національний склад станом на 2002 рік:
- росіяни — 83 %